# Yesyears
A Yesyears a Yes első box setje, karrierösszefoglaló kiadvány 1991-ből.

## Számok

### Első lemez
1. Something's Coming (Leonard Bernstein / Stephen Sondheim) – 7:06
  - Eredetileg az 1969-es Sweetness kislemez B-oldala
2. Survival (Jon Anderson) – 6:18
3. Every Little Thing (John Lennon / Paul McCartney) – 5:41
4. Then (Jon Anderson) – 4:18
  - A BBC 1970 január 19-i felvétele
5. Everydays (Stephen Stills) – 4:08
  - A BBC 1969 augusztus-i felvétele
6. Sweet Dreams (Jon Anderson / David Foster) – 3:49
7. No Opportunity Necessary, No Experience Needed (Richie Havens) – 4:48
8. Time and a Word (Jon Anderson / David Foster) – 4:31
9. Starship Trooper – 9:25
  1. Life Seeker (Jon Anderson)
  2. Disillusion (Chris Squire)
  3. Würm (Steve Howe)
10. Yours Is No Disgrace (Jon Anderson / Chris Squire / Steve Howe / Tony Kaye / Bill Bruford) – 9:41
11. I've Seen All Good People – 6:53
  1. Your Move (Jon Anderson)
  2. All Good People (Chris Squire)
12. Long Distance Runaround (Jon Anderson) – 3:30
13. The Fish (Schindleria Praematurus) (Chris Squire) – 2:37

### Második lemez
1. Roundabout (Jon Anderson / Steve Howe) – 8:31
2. Heart of the Sunrise (Jon Anderson / Chris Squire / Bill Bruford) – 10:35
3. America (kislemezváltozat) (Paul Simon) – 4:04
4. Close to the Edge (Jon Anderson / Steve Howe) – 18:34
  1. The Solid time of Change
  2. Total Mass Retain
  3. I Get Up I Get Down
  4. Seasons of Man
5. Ritual (Nous Sommes Du Soleil) (szöveg: Jon Anderson / Steve Howe; zene: Jon Anderson / Chris Squire / Steve Howe / Rick Wakeman / Alan White) – 21:33
6. Sound Chaser (Jon Anderson / Chris Squire / Steve Howe / Alan White / Patrick Moraz) – 9:22

### Harmadik lemez
1. Soon (kislemezváltozat) (Jon Anderson) – 4:06
2. Amazing Grace (régi keresztény himnusz, átdolgozta: Chris Squire) – 2:31
  - Korábban kiadatlan, 1978 novemberében vették fel
3. Vevey, Part One (Jon Anderson / Rick Wakeman) – 1:07
  - Korábban kiadatlan, 1978 februárjában vették fel
4. Wonderous Stories (Jon Anderson) – 3:49
5. Awaken (Jon Anderson / Steve Howe) – 15:35
6. Montreux's Theme (Steve Howe / Chris Squire / Jon Anderson / Alan White) – 2:26
  - Korábban kiadatlan, a Going for the One munkálatai alatt vették fel
7. Vevey, Part Two (Jon Anderson / Rick Wakeman) – 0:56
  - Korábban kiadatlan, 1978 februárjában vették fel
8. Going for the One (Jon Anderson) – 5:32
9. Money (Chris Squire / Jon Anderson / Alan White / Rick Wakeman) – 3:12
  - Korábban kiadatlan, a Tormato munkálatai közben vették fel, hallani Rick Wakeman hangját is
10. Abilene (Steve Howe) – 3:55
  - Eredetileg a Don't Kill The Whale B-oldala, 1978 augusztusa
11. Don't Kill the Whale (Jon Anderson / Chris Squire) – 3:54
12. On the Silent Wings of Freedom (Jon Anderson / Chris Squire) – 7:46
13. Does It Really Happen? (Geoff Downes / Trevor Horn / Steve Howe / Chris Squire / Alan White) – 6:30
14. Tempus Fugit (Geoff Downes / Trevor Horn / Steve Howe / Chris Squire / Alan White) – 5:14
15. Run with the Fox (Chris Squire / Alan White / Peter Sinfield) – 4:09
  - A single release in December 1981 credited to Chris Squire and Alan White
16. I'm Down (John Lennon / Paul McCartney) – 2:31
  - Élő felvétel: New Jersey, 1976. július 17.

### Negyedik lemez
1. Make It Easy (Trevor Rabin) – 6:08
  - Korábban kiadatlan
2. It Can Happen (Jon Anderson / Trevor Rabin / Chris Squire) – 6:01
  - Korábban kiadatlan korai verzió
3. Owner of a Lonely Heart (Trevor Rabin / Jon Anderson / Chris Squire / Trevor Horn) – 4:27
4. Hold On (Trevor Rabin / Jon Anderson / Chris Squire) – 5:15
5. Shoot High Aim Low (Jon Anderson / Tony Kaye (musician)|Tony Kaye / Trevor Rabin / Chris Squire / Alan White) – 7:00
6. Rhythm of Love (Jon Anderson / Tony Kaye / Trevor Rabin / Chris Squire) – 4:46
7. Love Will Find a Way (Trevor Rabin) – 4:49
8. Changes (Live Version) (Trevor Rabin / Jon Anderson / Alan White) – 7:34
9. And You and I (Live Version) (Jon Anderson; Themes by Bill Bruford / Steve Howe / Chris Squire) – 10:49
  1. Cord of Life
  2. Eclipse (Jon Anderson / Bill Bruford / Steve Howe)
  3. The Preacher the Teacher
  4. Apocalypse
10. Heart of the Sunrise (Live Version) (Jon Anderson / Chris Squire / Bill Bruford) – 10:50
  - A 8-as, 9-es és 10-es számokat a texasi Houston-ban vették fel a Big Generator turnéján
11. Love Conquers All (Chris Squire / Billy Sherwood) – 4:58
  - Lemaradt az Unionról, 1991 elején vették fel

style="background:#9EFF9E;vertical-align:middle;text-align:center;" class="table-yes"|Igen